# Suramipass
Der Suramipass (georgisch სურამის უღელტეხილი, Suramis ugheltechili; russisch Сурамский перевал, Suramski perewal) ist ein Gebirgspass im Lichi-Gebirge in Georgien.

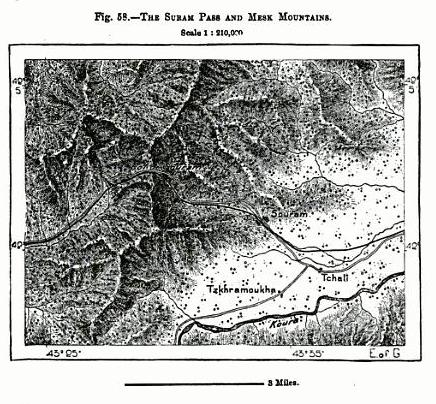
Historische Karte des Gebietes um den Suramipass

## Geographie

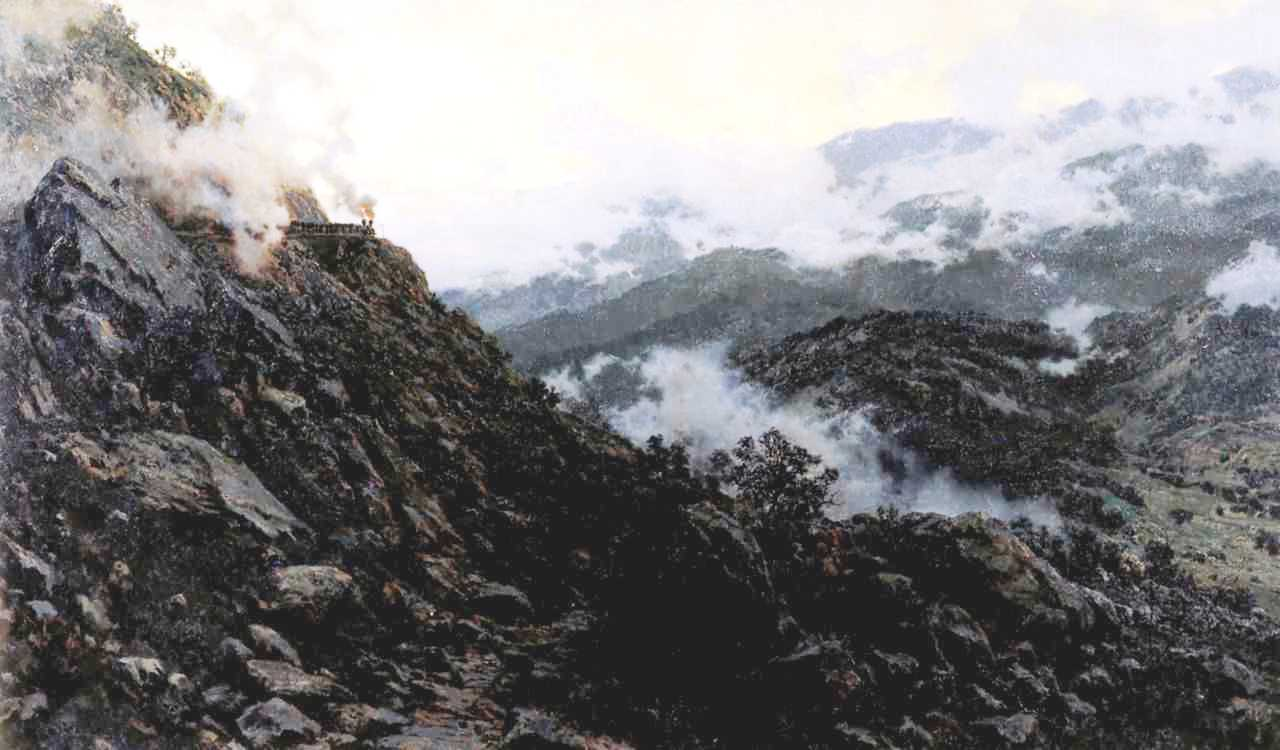
Suramipass mit der alten Eisenbahnstrecke, Gemälde von Alexander Kisseljow (1891)

Mit einer Passhöhe von 949 m ist der Suramipass der niedrigste Übergang über das Lichi-Gebirge, das den Großen Kaukasus im Norden mit dem Kleinen Kaukasus im Süden verbindet und die Kolchische Tiefebene von der Transkaukasischen Senke trennt. Es stellt eine Klimascheide zwischen feuchtem subtropischen Klima im Westen und trockenem Kontinentalklima im Osten dar, aber auch eine historisch-kulturelle Trennlinie zwischen dem Ost- und dem Westteil Georgiens. Der Pass wird von der Straße შ55 zwischen Surami und Charagauli überquert. In seiner Nähe quert auch die Transkaukasischen Eisenbahn das Gebirge in einem Tunnel. Die Fernstraße ს-1 unterquert den Gebirgskamm etwa 2 km nördlich des Suramipasses unter dem etwas höheren Rikotipass, durch den 1982 eröffneten gut 1,7 km langen Rikotitunnel; im ursprünglichen Verlauf führt die Straße bis heute unter der Nummer შ56 als Alternativstrecke über den Rikotipass.

## Geschichte
Schon seit der Antike führte eine Handelsroute zwischen Indien und Poti über den Suramipass, wie in Schriften von Aristoteles, Patrokles und Eratosthenes belegt ist, ebenso bei Strabo und Plinius.
1872 wurde die Transkaukasische Eisenbahn eröffnet, die zunächst mit Steigungen bis 46 ‰ und Kurvenradien bis hinunter zu 100 m das Gebirge überwand. Dabei wurden zunächst Fairlie-Lokomotiven der Baureihe Ф eingesetzt. Ende der 1880er Jahre wurde die Strecke umgebaut und durch den 1890 eröffneten 4 km langen Suramitunnel zwischen den Stationen Lichi und Zipa geführt, wodurch die maximale Steigung auf 28 ‰ verringert und der minimale Kurvenradius auf 150 m vergrößert werden konnte. Die alte Streckenführung ist zwischen Surami und Pona noch als zum Teil befahrbarer Weg erhalten.
Die Firma Branobel ließ ab den 1880er Jahren eine Pipeline für Erdöl von Baku nach Batumi über den Suramipass bauen, die überwiegend in Handarbeit ausgeführt wurde und erst 1903 vollendet wurde. Sie hatte eine Kapazität von 900000 Tonnen Öl pro Jahr.
Am Suramipass fanden im März 1921 heftige Kämpfe zwischen georgischen und sowjetischen Truppen statt, die nach dem Rückzug der georgischen linken Flanke mit einem sowjetischen Sieg endeten, der den Zusammenbruch der Ersten Republik Georgiens einleitete.

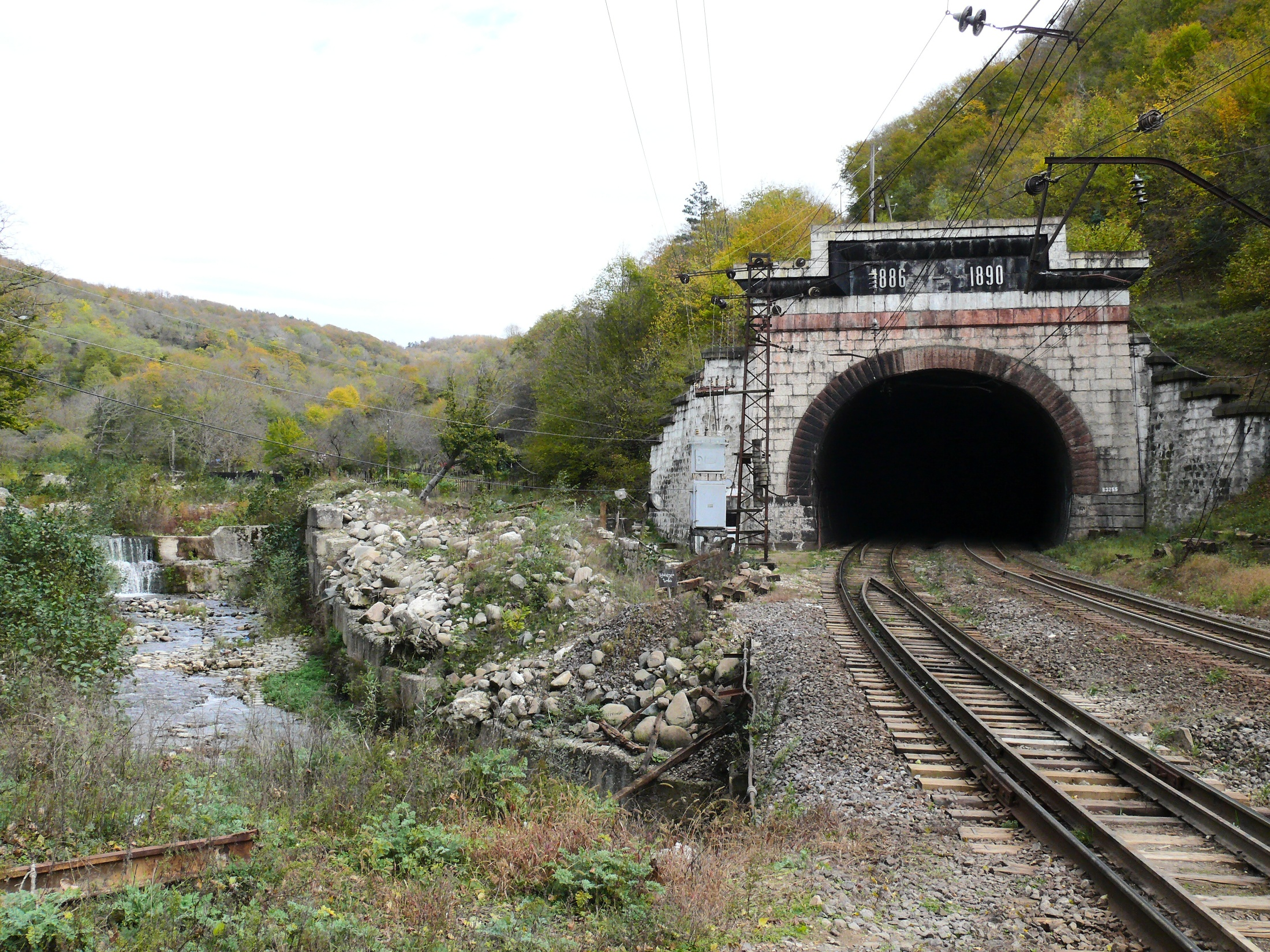
Eisenbahntunnel und Tschkerimela-Fluss (2014)

1928 wurde mit dem Bau von Wasserkraftwerken an den Flüssen Kura und Rioni, Hochspannungsleitungen, Unterwerken sowie der Oberleitung für die zu elektrifizierende Bahnstrecke begonnen. Gleichzeitig wurde ihr Oberbau für eine Achslast von 22 Tonnen verstärkt. Am 16. August 1932 wurde der elektrische Betrieb mit eigens für die Strecke beschafften Lokomotiven für 3000 V Gleichspannung aufgenommen. Diese ersten Elektrolokomotiven in der Sowjetunion (bis dahin gab es dort nur Elektrotriebwagen) waren mit Nutzbremsen ausgerüstet. Auch die ersten in der Sowjetunion in Serie gebauten Elektrolokomotiven der Reihen СС und ВЛ19 wurden ab 1933 auf der Strecke durch den Suramitunnel eingesetzt.